# پوئنته د اوکسیدنته
پوئنته د اوکسیدنته (به انگلیسی: Puente de Occidente) یا پل غربی (Puente de Occidente) که به این نام شناخته می‌شود زیرا در غرب بخش انتیوکیا در کلمبیا واقع است، یک پل معلق است که دو شهرداری اولایا (انتیوکیا) و سانتا فه ده انتیوکیا را که در دو سوی رودخانه کائوکا قرار دارند، به هم متصل می‌کند. در زمان خود، این پل به عنوان سومین پل معلق بزرگ جهان شناخته می‌شد.
این پل دارای یک دهانه معلق است که از چهار برج هرمی پشتیبانی می‌شود - دو برج در هر طرف رودخانه - که هر برج دو کابل را به خود متصل کرده است. این دهانه یک بخش مرکزی اصلی دارد که خودروها و کامیون‌های کوچک از آن عبور می‌کنند، و دو مسیر پیاده‌روی در هر طرف جاده اصلی وجود دارد. تمامی این مسیرها دارای سطوح چوبی هستند. ساخت پل در سال ۱۸۸۷ تحت هدایت مهندس خوزه ماریا ویلا آغاز شد، پس از دریافت مجوز از مارسلینو ولهز، فرماندار آنتیوکیا. کابل‌ها و سایر قطعات فولادی از انگلستان خریداری شد، در حالی که برج‌ها از مواد محلی ساخته شدند. در ابتدا، پل فقط برای عبور پیاده‌روها باز بود، اما بعداً به وسایل نقلیه اجازه عبور داده شد.
در حالی که امروزه پل‌های معلق بسیار طولانی‌تری در آمریکای جنوبی وجود دارند، در ابتدا پل غربی بلندترین پل معلق در قاره بود. این پل در تاریخ ۲۶ نوامبر ۱۹۷۸ به عنوان یک یادبود ملی کلمبیا اعلام شد. خوزه ماریا ویلا، که در نزدیکی سوپتران متولد شده بود، مهندسی را در مؤسسه فناوری استیونز در نیوجرسی تحصیل کرده بود؛ پس از اتمام تحصیلاتش در ایالات متحده، در ساخت پل بروکلین مشارکت داشت. سیستم ساختاری پل غربی مشابه سیستم معلق/معلق-ایستاده استفاده شده در پل بروکلین است.
بازسازی‌های قابل توجهی در اوایل سال ۲۰۱۴ انجام شد.